# Neolophonotus indicus
Neolophonotus indicus är en tvåvingeart som beskrevs av Stanley Willard Bromley 1935. Neolophonotus indicus ingår i släktet Neolophonotus och familjen rovflugor. Inga underarter finns listade i Catalogue of Life.